# مراة (دوعن)
'

تعديل مصدري - تعديل

مراة هي إحدى قرى عزلة صيف بمديرية دوعن التابعة لمحافظة حضرموت، بلغ تعداد سكانها 198 نسمة حسب تعداد اليمن لعام 2004.